# تيم بيفيرلي
تيم بيفيرلي (بالإنجليزية: Tim Beverley)‏ هو مهندس أمريكي، ولد في 1956.